# Alansmia xanthotrichia
Alansmia xanthotrichia är en stensöteväxtart som först beskrevs av Kl., och fick sitt nu gällande namn av Moguel och M. Kessler. Alansmia xanthotrichia ingår i släktet Alansmia och familjen Polypodiaceae. Inga underarter finns listade.